# فرودگاه می‌نامی-دایتو
فرودگاه می‌نامی-دایتو (به انگلیسی: Minami-Daito Airport) یک فرودگاه همگانی با کد یاتا MMD است که یک باند فرود آسفالت بتن دارد و طول باند آن ۱۵۰۰ متر است. این فرودگاه در کشور ژاپن قرار دارد .